# Зимы не будет (альбом)
«Зимы не будет» — альбом лидера рок-группы «АукцЫон» Леонида Фёдорова и участников «Волковтрио» контрабасиста Владимира Волкова и гитариста Святослава Курашова.

## Список композиций
Дмитрий Озерский — тексты (2-11), Анри Волохонский — музыка и текст (13)
1. Курсивин (1:41)
2. Жидоголонога (2:12)
3. Жаба (2:56)
4. Стало (2:23)
5. Ягода (2:00)
6. Пусть (2:57)
7. Что-нибудь такое (2:22)
8. Католики (2:16)
9. Далеко (3:52)
10. Голова-нога (4:20)
11. Зимы не будет (3:43)
12. Минус один (2:10)
13. Леди Дай (4:11)

## Участники записи
- Леонид Фёдоров — голос, гитара, перкуссия
- Святослав Курашов — гитара, перкуссия
- Владимир Волков — контрабас, виола да гамба, перкуссия
- Сергей Старостин — вокал (3), жалейка (2, 12), флейта (2, 12)
- Юрий Парфёнов — труба (3)
- Хор «Сирин» (1)
- Анри Волохонский — голос (13)
- Алексей Ананьев — звук
- Дизайн — Александр Менус, Артур Молев, Полина Кирюшова
- Фото — Наталья Звягина